# 能見台通
能見台通（のうけんだいどおり）は、神奈川県横浜市金沢区の町名。丁目の設定のない単独町名である。住居表示実施済み区域。

## 地理
能見台駅西側の一角で、駅前商店街を構成している。東に富岡東、南東に堀口、南に能見台東、西と北に富岡西と接している。面積は0.245km2。

### 地価
住宅地の地価は、2025年（令和7年）1月1日の公示地価によれば、能見台通19-7の地点で30万3000円/m²となっている。

## 歴史
詳細については、能見台#歴史を参照。

### 沿革
- 1984年（昭和59年）11月5日 - 金沢区富岡西部地区の住居表示の実施に伴い、富岡町、堀口の各一部から能見台通を新設する[7]。

## 世帯数と人口
2025年（令和7年）6月30日現在（横浜市発表）の世帯数と人口は以下の通りである。
| 町丁     | 世帯数    | 人口    |
| -------- | --------- | ------- |
| 能見台通 | 1,255世帯 | 2,329人 |

### 人口の変遷
国勢調査による人口の推移。
| 年                 | 人口  |
| ------------------ | ----- |
| 1995年（平成7年）  | 2,349 |
| 2000年（平成12年） | 2,299 |
| 2005年（平成17年） | 2,252 |
| 2010年（平成22年） | 2,268 |
| 2015年（平成27年） | 2,207 |
| 2020年（令和2年）  | 2,300 |

### 世帯数の変遷
国勢調査による世帯数の推移。
| 年                 | 世帯数 |
| ------------------ | ------ |
| 1995年（平成7年）  | 984    |
| 2000年（平成12年） | 1,019  |
| 2005年（平成17年） | 1,078  |
| 2010年（平成22年） | 1,160  |
| 2015年（平成27年） | 1,091  |
| 2020年（令和2年）  | 1,155  |

## 学区
市立小・中学校に通う場合、学区は以下の通りとなる（2024年11月時点）。
| 番・番地等                                       | 小学校               | 中学校             |
| ------------------------------------------------ | -------------------- | ------------------ |
| 1番〜41番23号 41番25号 42番1〜5号 42番10号〜48番 | 横浜市立西富岡小学校 | 横浜市立富岡中学校 |
| 41番24号 42番6〜42番9号                          | 横浜市立富岡小学校   | 横浜市立富岡中学校 |

## 事業所
2021年（令和3年）現在の経済センサス調査による事業所数と従業員数は以下の通りである。
| 町丁     | 事業所数  | 従業員数 |
| -------- | --------- | -------- |
| 能見台通 | 248事業所 | 1,856人  |

### 事業者数の変遷
経済センサスによる事業所数の推移。
| 年                 | 事業者数 |
| ------------------ | -------- |
| 2016年（平成28年） | 243      |
| 2021年（令和3年）  | 248      |

### 従業員数の変遷
経済センサスによる従業員数の推移。
| 年                 | 従業員数 |
| ------------------ | -------- |
| 2016年（平成28年） | 1,843    |
| 2021年（令和3年）  | 1,856    |

## 交通

### 鉄道
- 京浜急行電鉄 本線
  - 能見台駅

## 施設
- 横浜中学校・高等学校
- 能見台駅前郵便局
- 横浜銀行 能見台駅前支店

## その他

### 日本郵便
- 郵便番号 : 236-0053[3]（集配局：横浜金沢郵便局[17]）

### 警察
町内の警察の管轄区域は以下の通りである。
| 番・番地等 | 警察署     | 交番・駐在所   |
| ---------- | ---------- | -------------- |
| 全域       | 金沢警察署 | 能見台駅前交番 |